# Демидов, Александр Леонидович

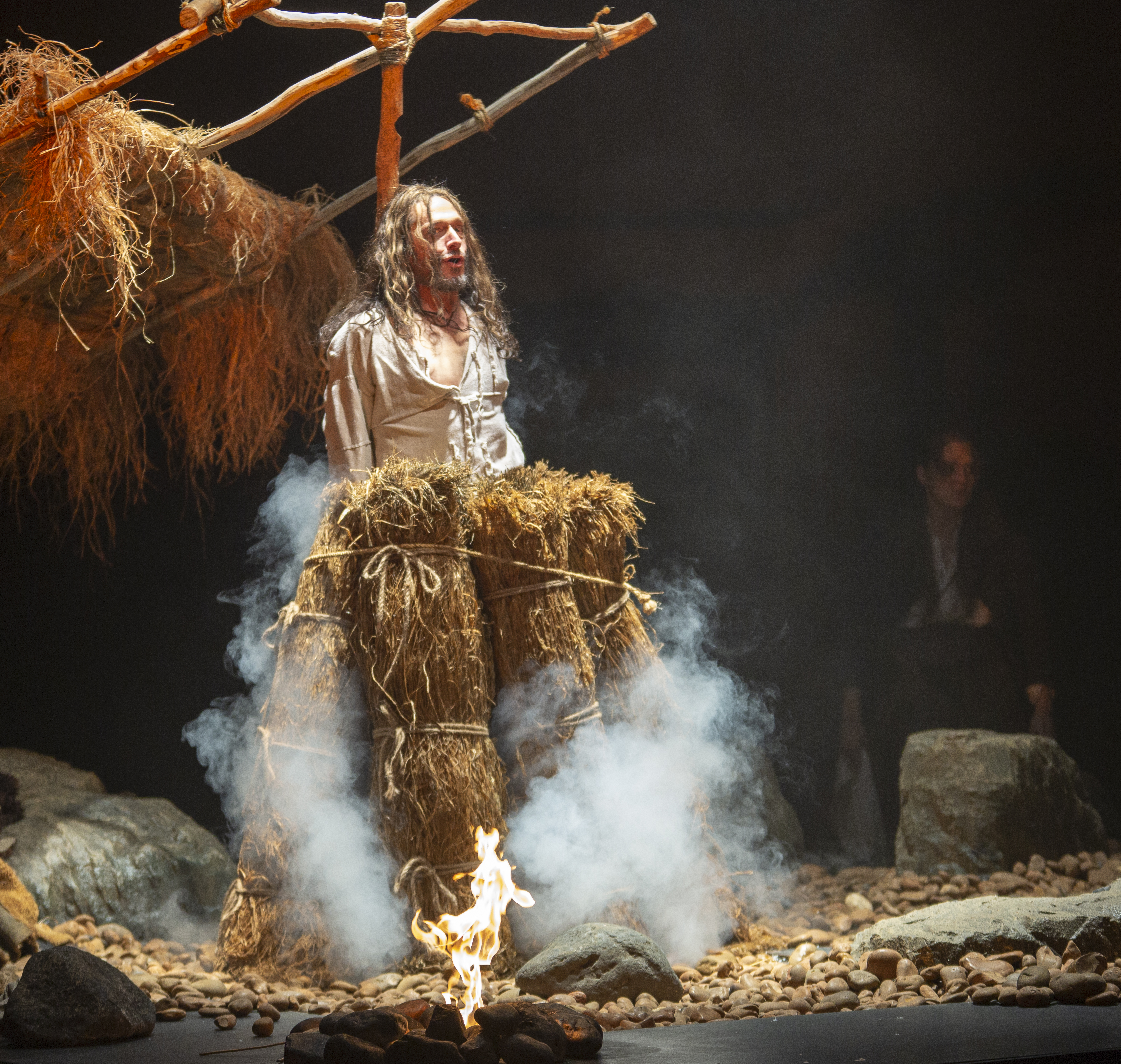
Александр Демидов в постановке Евгения Арье "Раб". Театр "Гешер". Израиль. 2019

Александр Леонидович (Исраэль) Демидов (ивр. ישראל (סשה) דמידוב‎; род. 7 апреля 1957, Ташкент, Узбекская ССР, СССР) — советский и израильский актёр театра и кино. Лауреат премии им. Клячкина 1996 года как лучший израильский актёр и приза Театральной академии.

## Биография
Родился 8 апреля 1957 в Ташкенте. Репатриировался в 1990 году. Живёт в Тель-Авиве.
В 1974 году окончил школу № 44, а в 1980 году — строительный факультет Ташкентского института инженеров железнодорожного транспорта по профессии инженер-строитель. В 1980—1982 годах служил в Советской армии, в строительном батальоне в г. Белово Кемеровской области. Затем работал мастером в Узбекистане, пробовал себя в ташкентской театральной студии.
В 1985 году уехал в Москву и поступил в ГИТИС на курс Андрея Гончарова и Марка Захарова. После окончания ГИТИСа был принят в театр Маяковского, а в 1990 году вместе с женой Светланой и группой актёров во главе с Евгением Арье уехал в Израиль.
С 1990 года выступает в театре «Гешер».

## Роли в спектаклях
- «Розенкранц и Гильденстерн мертвы»
- «Дело Дрейфуса»
- «Мольер»
- «Идиот»
- «Адам — сын собаки»
- «На дне»
- «Тартюф»
- «Деревушка»
- «Город — одесские рассказы»
- «Три сестры»
- «Река»
- «Море»
- «Мистер Бринк»
- «Раб»
- «На два голоса»
- «Шоша»
- «Женитьба Фигаро»
- «Кое-что о стиле жизни»
- «Вишневый сад»
- «Тот самый Мюнхгаузен»
- «Якиш и Пупче»
- «Враги. История любви»
- «Шесть персонажей в поисках автора»
- «Пульса вэ-нура» («Удар и свет»)
- «Дибук»

## Роли в кино и ТВ
- «Друзья Яны»
- телесериал «Флорентин»
- телесериал «Алло, Пнина»
- «Святая Клара»
- «Сима Вакнин — ведьма»
- «Шива»
- «Пять похищенных монахов»
- «Под небом Вероны»
- «Сотворение любви»
- «Непрощенные»
- «Иван Грозный»
- «Сплит»
- «Секрет Зоар»